# NGC 77
Az NGC 77 egy lentikuláris galaxis a Cetus (Cet) csillagképben.

## Felfedezése
Az NGC 77 galaxist Frank Müller fedezte fel 1886-ban.

## Tudományos adatok
A galaxis 18 906 km/s sebességgel távolodik tőlünk.